# Kraina lodu II
Kraina lodu II (ang. Frozen II) – film animowany produkcji Walt Disney Animation Studios i Walt Disney Pictures, sequel filmu Kraina lodu z 2013, którego reżyserami są Chris Buck i Jennifer Lee.

## Fabuła
Mała Elsa i Anna słyszą od rodziców historię o swoim dziadku, królu Runeardzie, który zawarł traktat z sąsiednim plemieniem Northuldra, budując dla niego tamę w Zaczarowanym Lesie. Doszło jednak do walki, przez co przyszły ojciec dziewczynek stracił ojca i zyskał koronę. Bitwa rozwścieczyła żywiołowe duchy Ziemi, Ognia, Wody i Powietrza. Doprowadziły one do tego, że ściana mgły uwięziła wszystkich w Zaczarowanym Lesie. Agnarr ledwo uciekł dzięki pomocy nieznanej wybawicielki.
3 lata po koronacji Elsy ta świętuje jesień w królestwie z Anną, bałwanem Olafem, zbieraczem lodu Kristoffem i reniferem Svenem. Kristoff planuje oświadczyć się Annie, ale nie potrafi tego ubrać w słowa. Wtedy Elsa słyszy wzywający ją tajemniczy głos. Ulegając mu, mimowolnie budzi żywioły, które doprowadziły do ewakuacji mieszkańców Arendelle. Bazaltar i kolonia Trolli pokazują się siostrom i przekazują im, że muszą to one naprawić, bo królestwo nie będzie miało przyszłości.
Elsa, Anna, Olaf, Kristoff i Sven wyruszają do Zaczarowanego Lasu, podążając za tajemniczym głosem. Po tym, jak mgła się rozchodzi na chwilę, by wpuścić przybyszów pod dotknięciem Elsy, duch powietrza w postaci tornada pojawia się i zamiata wszystkich do środka. Elsa zatrzymuje się, tworząc zestaw lodowych rzeźb. Siostry odkrywają, że rzeźby są obrazami z przeszłości ich ojca, natomiast ich matka, królowa Iduna, była Northuldrą i uratowała Agnarra. Napotykają ocalałe plemię i oddział żołnierzy z Arendelle, którzy wciąż pozostawali ze sobą w konflikcie zanim pojawił się duch ognia. Elsa odkrywa, że była nim płonąca salamandra i uspokaja ją. Elsa i Anna zawierają rozejm między żołnierzami a lokalnym plemieniem, wyjaśniając im pochodzenie swych rodziców. Później dowiadują się o istnieniu piątego ducha, który zjednoczy ludzi i magię natury.
Elsa, Anna i Olaf kierują się na północ, zostawiając za sobą Kristoffa i Svena. Znajdują rozbity statek macierzysty i mapę z trasą do Ahtohallan. Mityczna rzeka, o której powiedziała im matka, zawiera wszystkie odpowiedzi. Elsa jest zdruzgotana, gdy zdaje sobie sprawę z tego, że jej rodzice zginęli, próbując znaleźć odpowiedzi na jej temat, więc postanawia wysłać Annę i Olafa w bezpieczne miejsce, aby kontynuować podróż samotnie przez morze. Poznaje i oswaja Nokka, ducha wody, który pilnuje Ahtohallana. Dociera do miejsca, w którym odkrywa, że wołający do niej głos to Iduna. Zostaje obdarzona mocami z powodu bezinteresownego aktu ratowania Agnarra przez matkę i że sama Elsa jest piątym duchem.
Tama została zbudowana jako podstęp w celu zmniejszenia zasobów Northuldry z powodu niechęci króla Runearda do powiązań plemienia z magią i zamiaru włączenia regionu do jego królestwa. To on zainicjował konflikt, zabijając przywódcę Northuldry. Elsa – za pomocą magii – wysyła tę informację do Anny tuż przed tym, jak sama zostaje zamrożona z powodu wejścia w najniebezpieczniejszą część Ahtohallan. To z kolei powoduje, że Olaf roztapia się w tym samym czasie w ramionach Anny.
Anna otrzymuje wiadomość Elsy i stwierdza, że tama musi zostać zniszczona, aby przywrócić pokój. Znajduje i prowokuje gigantyczne olbrzymy żywiołu ziemi do ataku. Zwabia je w kierunku tamy. Olbrzymy zaczynają rzucać wymierzone w Annę głazy, które niszczą tamę, wywołując tsunami w kierunku Arendelle. Elsa zostaje rozmrożona i galopując na Nokku, dociera do swego królestwa przed falą uderzeniową, którą powstrzymuje swoją magią, ratując królestwo.
Ściana mgły znika, a Elsa połączy się z Anną i ożywia Olafa. Kristoff prosi Annę o rękę, na co owa się zgadza. Elsa wyjaśnia, że ona i Anna są teraz pomostem między ludźmi a magicznymi duchami. Anna zostaje nową królową Arendelle, a Elsa staje się protektorką Zaczarowanego Lasu, w którym na stałe zamieszkuje i z którego regularnie udaje się na grzbiecie Nokka na przejażdzkę do Ahtohallanu.

## Obsada
| Postać          | Aktor             | Polski dubbing                                     |
| --------------- | ----------------- | -------------------------------------------------- |
| Elsa            | Idina Menzel      | Katarzyna Łaska (śpiew) / Lidia Sadowa (dialogi)   |
| Anna            | Kristen Bell      | Magdalena Wasylik (śpiew) / Anna Cieślak (dialogi) |
| Olaf            | Josh Gad          | Czesław Mozil                                      |
| Kristoff        | Jonathan Groff    | Paweł Ciołkosz                                     |
| Królowa Iduna   | Evan Rachel Wood  | Agnieszka Przekupień                               |
| Generał Mattias | Sterling K. Brown | Marcin Przybylski                                  |
| Król Agnarr     | Maurice LaMarche  | Arkadiusz Janiczek                                 |
| Yelana          | Martha Plimpton   | Marzena Trybała                                    |

## Produkcja
12 marca 2015 podczas spotkania w San Francisco potwierdzono, że powstanie druga część historii Anny i Elsy Twórcy stwierdzili, że mają ciekawe pomysły na stworzenie drugiej części filmu. W listopadzie 2015 został opublikowany wywiad z Peterem Del Vecho, w którym wspominał o kolejnej części Krainy lodu, w której na pewno wystąpią wszyscy główni bohaterowie, tj. Elsa, Anna, Olaf, Kristoff i Sven. W marcu 2016 Kristen Bell przy okazji rozmowy z Melissą McCarthy o filmie The Boss powiedziała, że nadal będzie podkładać głos Anny, a w filmie pojawią również nowe piosenki; wspomniała również o krótkometrażówce Kraina lodu. Przygoda Olafa, która ostatecznie została wydana w listopadzie 2017.
W marcu 2018 podczas wywiadu przy występie na Broadwayu Kristen Anderson-Lopez potwierdziła, że razem ze swym mężem i Bell piszą nową, główną piosenkę. Zgodnie z zapowiedziami, piosenka miała być wykonywana w duecie przez Idinę Menzel (Elsę) i Kristen Bell (Annę). W lipcu 2018 opublikowana została informacja, że do dwóch innych ról dubbingowych swój głos udzielą aktorzy Evan Rachel Wood i Sterling K. Brown. W sierpniu 2018 została zatrudniona Allison Schroeder, by pisać scenariusz razem z Jennifer Lee, nową szefową Walt Disney Animation Studios.